# Marianne Wischmann

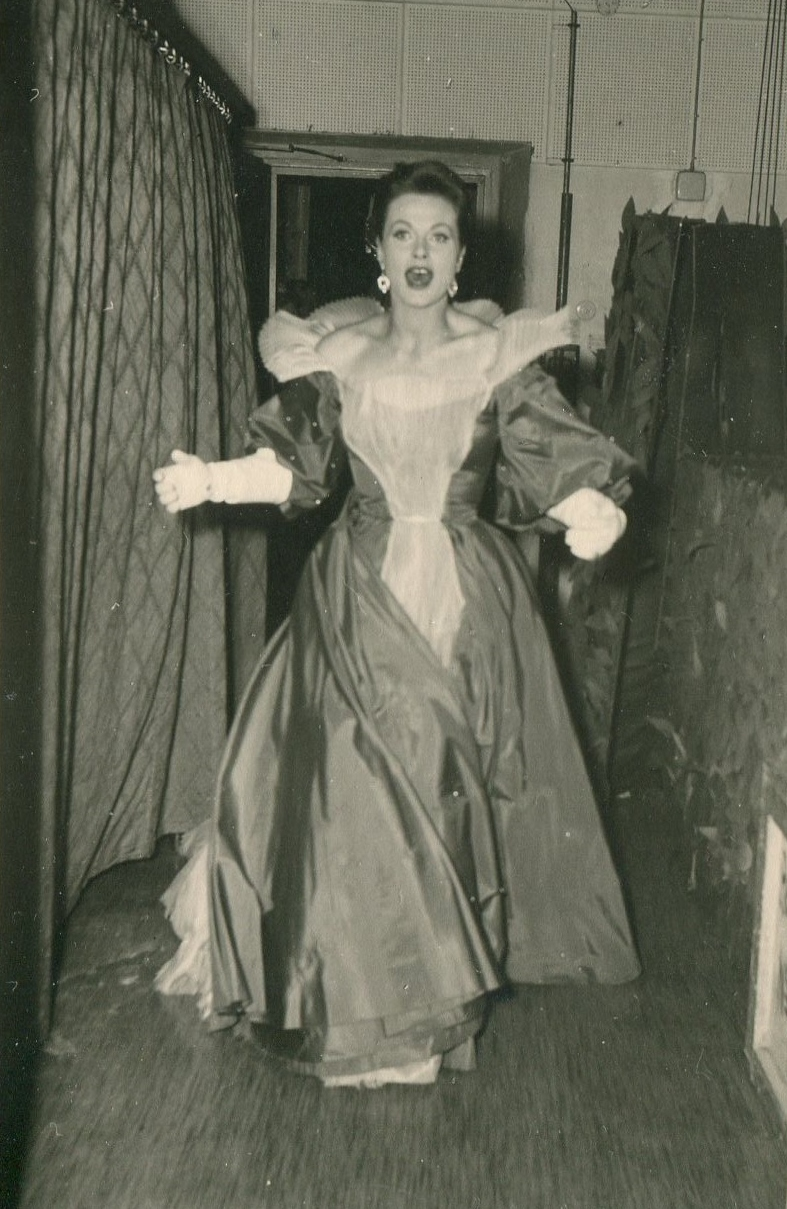
Marianne Wischmann 1958 hinter den Kulissen der Münchner Kammerspiele

Marianne Ruth Wischmann (* 20. Oktober 1921 in Düsseldorf, Rheinprovinz; † 6. November 2009 in Starnberg, Bayern) war eine deutsche Filmschauspielerin und Synchronsprecherin.

## Leben und Wirken
Marianne Wischmann spielte ab 1950 in zahlreichen Kinofilmen mit. Ihre größte Bekanntheit erreichte sie 1952, als sie neben Johannes Heesters und Johanna Matz in einer Filmadaption der Operette Im weißen Rößl mitspielte. Auch danach erzielte sie Publikumserfolge an der Seite von Dieter Borsche in dem Streifen San Salvatore (1955) oder später mit Will Quadflieg und Antje Weisgerber.
Seit 1956 verlegte sich Marianne Wischmann verstärkt auf die Synchronisation. Sie lieh ihre Stimme unter anderem Anita Ekberg in Das süße Leben, Ingrid Bergman in Berüchtigt und Olivia de Havilland in Wiegenlied für eine Leiche.
Jahrelang war sie auch die deutsche Stimme von Miss Piggy in der Muppet Show, Mrs. Ochmonek (Liz Sheridan) in der Fernsehserie Alf, der Aughra in dem Film Der dunkle Kristall, Sylvia Fine in der Serie Die Nanny, Nana Mary (Shelley Winters) in der Serie Roseanne und Maureen Slatery (Joyce Van Patten) in der Serie Auf schlimmer und ewig. In einigen Folgen von Unsere kleine Farm lieh sie auch Harriet Oleson (Katherine MacGregor) ihre Stimme.
Außerdem sprach sie die Herzkönigin in der japanischen Anime-(Zeichentrick)-Serie Alice im Wunderland, den Aardvark (eigentlich Erdferkel, im deutschen aber meist Ameisenfresser oder Ameisenbärin genannt) Die blaue Elise in der Zeichentrick-Serie Der rosarote Panther (Version 1969–1971), die Hexe Wilhelma Weinessig in der Zeichentrickserie Doctor Snuggles, die Erzählerin in der Zeichentrickserie Niklaas, ein Junge aus Flandern, Mammy Two-Shoes in den Tom-und-Jerry-Cartoons sowie die Schwiegermutter von Clark Griswold (Chevy Chase) in der Weihnachtssatire Schöne Bescherung.

## Privates
Marianne Wischmann war zunächst mit dem Regisseur Franz Marischka verlobt. Dann heiratete sie den Kabarettisten Oliver Hassencamp und schließlich ihren Schauspielerkollegen Erwin Linder, der ebenfalls häufig als Synchronsprecher tätig war.
Am 6. November 2009 starb sie im Alter von 88 Jahren in Starnberg.

## Filmografie
- 1950: Des Lebens Überfluß
- 1950: Die Lüge
- 1950: Der Schatten des Herrn Monitor
- 1950: Die Dritte von rechts
- 1951: Es geschehen noch Wunder
- 1951: Der fidele Bauer
- 1951: Heimat, Deine Sterne
- 1952: Das weiße Abenteuer
- 1952: Im weißen Rößl
- 1953: Skandal im Mädchenpensionat
- 1954: The Black Forest (Fernsehfilm)
- 1954: Keine Angst vor Schwiegermüttern
- 1955: Ich war ein häßliches Mädchen
- 1956: San Salvatore
- 1956: Douglas Fairbanks Presents (Fernsehreihe, 1 Folge)
- 1957: Die liebe Familie (Fernsehfilm)
- 1958: Olivia (Fernsehfilm)
- 1959: Liebe, Luft und lauter Lügen
- 1959: Der Andere (Durbridge-Sechsteiler)
- 1960: Tales of the Vikings (Fernsehreihe, 1 Folge)
- 1960: Der Traum des Mr. Borton (Fernsehfilm)
- 1960: Philomena Marturano (Fernsehfilm)
- 1961: Der verzauberte Tag (Fernsehfilm)
- 1962: Der erste Frühlingstag (Fernsehfilm)
- 1964: Romeo und Julia (Fernsehfilm)
- 1964: Sechs Stunden Angst (Fernsehfilm)
- 1965: John Klings Abenteuer (Fernsehreihe, 1 Folge)
- 1967: Der Tod des Präsidenten (Fernsehfilm)
- 1967: Interpol (TV-Filmreihe): …geborene Lipowski
- 1967: Josephine (Fernsehfilm)
- 1968: Bengelchen liebt kreuz und quer
- 1969: Polizeifunk ruft – Folge: Augenzeuge gesucht
- 1970: Der Kurier der Kaiserin (Fernsehreihe, 1 Folge)
- 1973: Sechs unter Millionen (Fernsehreihe)
- 1977: Lokalseite unten links (Fernsehreihe, 1 Folge)
- 1977: Auf der Suche nach dem Glück (Fernsehfilm)
- 1977: Zum kleinen Fisch (Fernsehreihe, 1 Folge)
- 1980: Maria – Nur die Nacht war Zeuge
- 1981: Malevil
- 1981: Sonne, Wein und harte Nüsse (Fernsehreihe, 2 Folgen)
- 1983: SOKO München – Folge: An die Nadel verloren
- 1985: … Erbin sein – dagegen sehr (Fernsehserie, 4 Folgen)
- 1989: Geschichten aus der Heimat (Fernsehreihe, 1 Folge)